# The Heart of the Hills
The Heart of the Hills er en amerikansk stumfilm fra 1916 af Richard Ridgely.

## Medvirkende
- Mabel Trunnelle som Hester
- Conway Tearle som Redgell
- Bigelow Cooper som Sir Christopher Madgwick
- Raymond McKee som Eric
- Marie La Corio som Edith